# ウィルソン・キプロプ
ウィルソン・キプロプ（Wilson Kiprop、1987年4月14日 - ）はケニアの陸上競技選手、専門は長距離走。リフトバレー州ウアシンギシュ県出身。身長175cm、体重60kg。
2010年7月、ケニア・ナイロビで開催されたアフリカ陸上競技選手権大会10000mに出場し、モーゼス・キプシロを抑えて27分32秒91の記録で優勝した。
10月、中華人民共和国・南寧で開催された第19回世界ハーフマラソン選手権に出場し、ゼルセナイ・タデッセの大会5連覇を阻み、1時間00分07秒の記録で優勝した。10kmの通過タイムは28分49秒で、ゴール直前までタデッセとの競り合いになった。

## 記録
- 10000m - 27分01秒98（2012年）
- ハーフマラソン - 59分15秒（2012,2013年）
- 30km - 1時間29分43秒（2010年）
- マラソン - 2時間09分09秒（2010年）